# Novara-Expedition

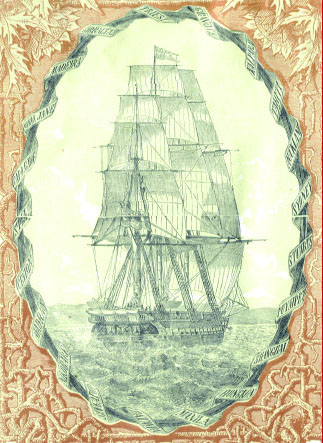
Titelbild des ersten Expeditionsberichts, 1861

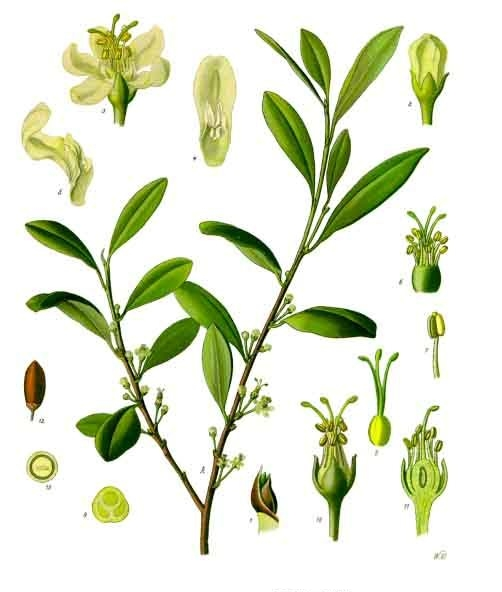
Kokastrauch

Die Novara-Expedition (1857–1859) der Novara war die erste Weltumsegelung der Österreichischen Marine. Als Bestseller in mehreren Sprachen veröffentlicht, machten die wissenschaftlichen Berichte die Reise weltbekannt.

## Reisegeschichte
Die Reise wurde von der schweren Fregatte SMS Novara unter dem Kommando von Kommodore Bernhard von Wüllerstorf-Urbair durchgeführt, welche man zu diesem Zweck umgebaut hatte. Die unter anderem auch von der Kaiserlichen Akademie der Wissenschaften in Wien vorbereitete und von Fachgelehrten wie dem Geologen Ferdinand von Hochstetter und dem Zoologen Georg von Frauenfeld begleitete Forschungsreise zeitigte international beachtete Resultate.
Die Fregatte verließ Triest am 30. April 1857. Wegen Windstille wurde sie zunächst von einem Dampfschiff zur Straße von Messina geschleppt. Von dort segelte sie über Gibraltar, Madeira, Rio de Janeiro und das Kap der Guten Hoffnung in den Indischen Ozean. Zwischen dem 19. November und Dezember 1857 besuchte die Expedition die Inseln St. Paul (Ihre höchste Erhebung heißt heute Crête de la Novara.) und Amsterdam. Es ging dann weiter über Ceylon und Madras nach Singapur. Nächste Stationen der Reise waren Java, Manila, Hongkong, Shanghai und die Salomon-Inseln. Am 5. November 1858 war die Ankunft in Sydney, von wo aus Auckland und Tahiti angelaufen wurden. Die Rückreise führte über Valparaíso und um das Kap Hoorn noch zu den Azoren. Am 26. August 1859, nachdem an 551 Tagen unter Segel 51.686 Seemeilen zurückgelegt worden waren, lief die Novara nach der Weltumrundung wieder in Triest ein.
Erstmalige Untersuchungen, insbesondere auf der Sankt-Paul-Insel (Französische Süd- und Antarktisgebiete), den Nikobaren und auf Neuseeland schufen die Grundlagen für künftige geologische Forschungen. Erste geologische Kartierungen und Lagerstättenuntersuchungen durch Hochstetter, der bis zum Oktober 1859 in Neuseeland blieb, gaben den Startpunkt für die intensive geowissenschaftliche Erforschung dieses Landes. Hochstetter trennte sich dadurch von der Expedition, was zwischen dem Gouverneur George Edward Grey und dem Expeditionsleiter vereinbart worden war, und reiste später nach einer Erkundung australischer Goldfelder im Januar 1860 allein nach Europa zurück.
Die meereskundlichen Forschungen, insbesondere im südlichen Pazifik, revolutionierten die Ozeanographie und Hydrographie. Die mitgebrachten Sammlungen an botanischem, zoologischem (26.000 Präparate) und völkerkundlichem Material bereicherten die österreichischen Museen (insbesondere das Naturhistorische Museum Wien). Die während des ganzen Expeditionsverlaufes gemachten Beobachtungen des Erdmagnetismus vermehrten die wissenschaftlichen Kenntnisse auf diesem Gebiet entscheidend. Schließlich ermöglichten mitgenommene Blätter des Cocastrauchs 1860, Kokain erstmals rein darzustellen.
Die wissenschaftlichen Resultate der Reise wurden in einem 21-bändigen Werk der Wiener Akademie der Wissenschaften, Reise der österreichischen Fregatte Novara um die Erde (1861–1876) veröffentlicht, dessen erster Teil eine Beschreibung der Reise (3 Bände, herausgegeben von Karl von Scherzer 1861–1862), illustriert mit vielen Holzschnitten, war. Unter gleichem Titel erschien auch eine gekürzte zweibändige „Volksausgabe“, die binnen eines Jahres vergriffen war. Darüber hinaus wurden Ergebnisse in den Sitzungsberichten der Kaiserlichen Akademie der Wissenschaften veröffentlicht.
Bislang kaum beschrieben wurde der brisante politische Hintergrund der Reise, die allfällige österreichische Kolonialisierung der damals in dänischem Besitz befindlichen Nikobaren. Dieser Aspekt wurde in den einschlägigen Publikationen nach erheblichen Umwälzungen in der Monarchie weitgehend ausgeblendet. Erst das 2010 erschienene Buch Novara – Österreichs Traum von der Weltmacht befasst sich ausführlich damit.

## Das wissenschaftliche Reisewerk
- Beschreibender Teil: (Karl von Scherzer, anonym) Reise der Oesterreichischen Fregatte Novara um die Erde, in den Jahren 1857–1859 unter den Befehlen des Commodore B. von Wüllerstorf-Urbair.[6] 3 Bände. Wien, 1861, 1862, Digitalisate: Wienbibliothek (Band 1, Band 2, Band 3), Bayerische Staatsbibliothek (Band 1. 4. Auflage. Band 2, 4. Auflage)
- Nautisch-Physikalischer Theil: Geographische Ortsbestimmungen und Flutbeobachtungen.– Magnetische Beobachtungen. 1 Band. Wien 1862–65, (Digitalisat)
- Statistisch-commerzieller Theil: 2 Bände. Wien 1864, 1865 (2. verb. Auflage in 1 Band. Leipzig, Wien, Brockhaus 1867), (Band 1, Band 2)
- Zoologischer Theil: 6 Bände
  - 1. Band: Wirbeltiere: J. Zelebor, Säugethiere; August von Pelzeln, Vögel; F. Steindachner, Reptilien; F. Steindachner, Amphibien; Rudolf Kner, Fische. Wien 1867–1869, (Digitalisat)
  - 2. Band: Entomologie. L. Redtenbacher, Coleopteren; H. de Saussure, Hymenoptera; G.L. Mayr, Formicidae; F. Brauer, Neuropteren. Wien 1868
  - 3. Band: J.R. Schiner, Diptera; G. L. Mayr, Hemiptera. Wien 1868
  - 4. Band: C. Heller, Crustaceen; E. Grube, Anneliden; Georg von Frauenfeld, Mollusken.
  - 5. Band: C. Felder, Rhopalocera.
  - 6. Band: C. Felder, Lepidoptera.
- Botanischer Theil: 1. Band (mehr nicht erschienen): Sporenpflanzen: A. Grunow, Algae; A. von Krempelhuber, Lichenes; H. W. Reichardt, Fungi, Hepaticae et Musci Frondosi; G. Mettenius, Cryptogamae Vasculares; Julius Milde, Ophioglosseae und Equisetaceae. Wien 1870
- Medizinischer Theil: 1. Band (mehr nicht erschienen) v. Eduard Schwarz, Wien 1861, (Digitalisat)
- Anthropologischer Theil: 3 Bände
  - 1. Band: E. Zuckerkandl, Cranien. Wien 1875
  - 2. Band: A. Weisbach, Körpermessungen. Wien 1867, (Digitalisat)
  - 3. Band: Friedrich Müller: Ethnographie. Wien 1868, (Digitalisat)
- Linguistischer Theil: 1 Band. Friedrich Müller, Wien 1867, (Digitalisat)
- Geologischer Theil: 2 Bände.
  - 1. Band: Geologischer Teil. Ferdinand von Hochstetter. Wien 1864 (Digitalisat)
  - 2. Band: Paläontologischer Teil herausgegeben von F. von Hochstetter, Moritz Hörnes and Franz Ritter von Hauer. Wien 1865

## Museale Rezeption
Die Novara-Expedition stellt die erste Weltumsegelung eines österreichischen Kriegsschiffes dar und ist daher im Marinesaal des Wiener Heeresgeschichtlichen Museum dokumentiert, u. a. durch Aquarellstudien des Malers Joseph Sellény, der an der Reise teilnahm und unzählige Eindrücke in Aquarellstudien festhielt. Weiters ist ein Modell der SMS Novara im Maßstab 1:75 ausgestellt.